# Université irakienne
L’université irakienne (en arabe : الجامعة العراقية) est une université publique fondée en 1989 et située à Bagdad. Elle est nommée université islamique jusqu'en 2010.

## Anciens étudiants
- Abou Bakr al-Baghdadi (1971)[1]